# 菅原祥子
菅原 祥子（すがわら さちこ、1968年12月12日 - ）は、日本の声優、舞台女優、歌手。埼玉県出身。アーツビジョン所属。劇団あかぺら倶楽部の一員として活動中。劇団東俳に所属している菅原祥子とは別人。

## 略歴
中学、高校時代はスポーツ少女であり、「サウスポーの菅原」と県内で名前が通るほどの腕前で、高校時代はバドミントンに打ち込む。
短期大学に進学して実業団に入ってバドミントンを続けようと考えていたが、「バドミントンを続けていても、どれだけ食べていけるか。好きなことはお金を貯めてからやればいい」、「とにかくお金を貯めなければ」と高校3年生の6月に進学から就職に進路変更して証券会社に就職。総務部で伝票整理などを担当していた。バドミントン以外にも声優の夢があり、好きだった海外テレビドラマで家族一緒に見ており、「いつしか声の吹き替えをやってみたい」と考えるようになった。
勝田声優学院5期生。日本ナレーション演技研究所卒業。

## 人物
スリーサイズはB86、W58、H80。趣味・特技は料理、とうもろこし、スポーツ全般、パソコン、地図を見る事、栗きんとん作り。

## 出演
太字はメインキャラクター。

### テレビアニメ
- VIRUS -VIRUS BUSTER SERGE-（1997年、女性の声）
- HARELUYA II BØY（1997年、女子たち、友人弐、魔女学生徒たち）
- 万能文化猫娘（1998年、柴田リエ）
- 時空探偵ゲンシクン（1999年、ナスカル）
- ポケットモンスター（2000年 - 2002年、ミユキ、ナビ）
- ヴァンドレッド the second stage（2001年、ヴァロア）
- しましまとらのしまじろう（2003年、はやと）
- それいけ!アンパンマン（2004年、ナキウサギの子〈2代目〉、フルーツサンドちゃん〈2代目〉）
- NARUTO -ナルト-（2006年、腰元）
- カードキャプターさくら クリアカード編（2018年、李緋梅）

### 劇場アニメ
- 劇場版カードキャプターさくら（1999年、李緋梅[8]）

### OVA
- ありす in Cyberland（1997年、今井由香）
- PRINCESS ROUGE（1997年、鈴村恋音）
- ときめきメモリアル（1999年、虹野沙希）
- ルパン三世 生きていた魔術師（2002年、娘B）

### ゲーム
1994年
- ときめきメモリアル（虹野沙希）

1995年
- 真怨霊戦記（北野美子）
- ときめきメモリアル 対戦ぱずるだま（虹野沙希）
- ときめきメモリアル〜forever with you〜（カルトブラック、虹野沙希）

1996年
- ありす in Cyberland（今井由香）
- ぷよぷよCD通（のほほ）
- BLUE BREAKER 〜剣よりも微笑みを〜（レッカ、レベルアップ妖精）

1997年
- アニメフリークFX Vol.5
- クイズなないろDREAMS 虹色町の奇跡（シャーロット）
- TILK 〜青い海から来た少女〜（メリル）
- テトリスプラス2（助手子）
- ときめきメモリアル 対戦とっかえだま（虹野沙希）
- ときめきメモリアル ドラマシリーズ vol.1 虹色の青春（虹野沙希）
- Harmful Park（レモネ）
- Little Lovers（あや）

1998年
- ANOTHER MEMORIES（オリビア・エヴァンズ）
- 可変走攻ガンバイク（アミ）
- 個人教授（皇沙絵）
- ツインズストーリー きみにつたえたくて…（菖蒲川瑞穂）
- ときめきの放課後 ねっ☆クイズしよ（虹野沙希）
- ときめきメモリアル ドラマシリーズ vol.2 彩のラブソング / vol.3 旅立ちの詩（1998年 - 1999年、虹野沙希） - 2作品
- 初恋物語（リリアナ）
- ファーランドサーガ（リアン）
- Little Lovers 2nd
- レガイア伝説（ノア）

1999年
- Little Lovers SHE SO GAME（冬月あや）

2000年
- あすは恋して Prime Beat Planet（坂本木葉）
- キミにSteady（五十嵐沙耶）

2002年
- ブレイブナイト 〜リーヴェラント英雄伝〜（リュア＝ローウェル）

### ラジオ
- 祥子のチョット・CHAT・CHAT（1996年4月6日 - ）
- 菅原祥子のももんがTIME（KBS京都：1997年10月 - 2003年9月）
- 菅原祥子&たかはし智秋のゲームスクール課外授業（2001年4月 - 2002年4月）
- 菅原祥子のももんがTIME”（KBS京都：2003年10月 - 2005年12月）

### ドラマCD
- 個人教授（皇沙絵）
- 紅茶王子（染谷雪子）
- ときめきメモリアル（虹野沙希）
- 声優刑事（高石ちなみ）

### 吹き替え

#### 映画
- ホステル2（ローナ〈ヘザー・マタラッツォ〉）※DVD版

#### ドラマ
- ミディアム6 霊能者アリソン・デュボア（コレット先生〈メラニー・ディアン・ムーア〉）
- レリック・ハンター（クローディア〈リンディ・ブース〉）※NHK BS2版

#### アニメ
- アイス・エイジ2
- キャスパーのクリスマス（ポイル）

### パチスロ
- ときめきメモリアル（虹野沙希）

### ラジオドラマ
- NHK-FMラジオ FMシアター「キツネのチャランケ」（主人公・又木美佳役）

### 舞台
- 劇団あかぺら倶楽部の一員として出演

### ライブDVD
- ときめきメモリアルスーパーライブ
- ときめきメモリアルスーパーライブ2
- ときめきメモリアルスーパーライブ'forever'
- さちが行く!〜Come on! Everybody〜

## ディスコグラフィ

### シングル
| 枚  | 発売日        | タイトル                     | 規格品番  | 最高位 |
| --- | ------------- | ---------------------------- | --------- | ------ |
| 1st | 1997年9月3日  | 笑顔いっぱい!                | KIDA-7633 |        |
| ※   | 1997年9月26日 | ななめ前のシルエット         | KEDH-1013 |        |
| 2nd | 1999年1月20日 | ももいろ大陸/夜をブッとばせ! | KIDA-7650 |        |

### オリジナルアルバム
| 枚  | 発売日         | タイトル       | 規格品番   | 最高位 |
| --- | -------------- | -------------- | ---------- | ------ |
| 1st | 1998年6月26日  | Sati's-faction | KICA-7871  |        |
| 2nd | 1999年3月17日  | Hyper O.R.C.A. | KICA-7953  |        |
| 3rd | 2000年1月28日  | SEARCHING      | KMCA-44    |        |
| 4th | 2002年12月11日 | Come on!       | AKCJ-80022 |        |
| 5th | 2004年3月21日  | Interlude      |            |        |

### キャラクターソング
- 出会えて良かった（1997年7月24日）
- over the rainbow（1997年9月26日）
- デスクトップアクセサリー Little Lovers Private Pack あや（1997年10月5日）
- 涙のエール（1998年8月21日）
- 虹のリトグラフ（1998年10月9日）